# 증뢰죄
증뢰죄(贈賂罪)는 형법 129조 내지 132조에 기재한 뇌물을 약속·공여 또는 공여의 의사를 표시하거나 또는 이러한 행위에 공할 목적으로 제3자에게 금품을 교부하거나 그 정을 알면서 교부를 받는 죄이다.
5년 이하의 징역이나 1,000만원 이하의 벌금에 처한다(133조 1항·2항). 본죄의 주체에는 제한이 없다. '공여'는 부정한 이익을 수득(收得)시키는 것이다. 공무원에게 제공할 취지로 그의 처에게 주는 것도 여기의 공여가 된다. '약속'은 공무원의 요구를 승낙하는 경우와 자진하여 장래 뇌물을 공여할 것을 약속하는 경우를 모두 포함한다. '공여의 의사를 표시'한다는 것은 상대방의 요구에 응하여 뇌물의 수수를 촉구하는 의사를 표시하는 것을 말하며 현실로 상대방이 뇌물을 수수할 수 있는 상태를 만들어 내는 것을 요하지 않는다. 공무원이 주위환경상 자유로이 뇌물의 수수를 승낙할 수 없는 상태에 있었다고 할지라도 그에 대한 뇌물의 공여 또는 공여의 의사표시는 증뢰죄가 되는 데에 지장이 없다. 동시에 2인 이상에게 증뢰하는 것은 상상적 경합이 된다.

## 몰수·추징에 관한 특별규정
沒收·追徵－特別規定 범인 또는 정을 아는 제3자가 받은 뇌물 또는 뇌물에 공할 금품은 이를 몰수하고 몰수하기 불능한 때에는 그 가액(價額)을 추징한다(134조). 본조는 필요적 몰수·추징을 정한 것으로서 일단 뇌물에 공여된 금품은 그 소유권을 국가에 귀속시킴으로써 제공자에 대하여 제재를 가하는 한편 이를 수수(收受)한 공무원 또는 제3자가 불법한 이익을 보유함을 막는다는 취지를 명확히 한 것이다.

## 공무원의 직무상 범죄에 대한 형의 가중
公務員－職務上－犯罪－刑－加重 공무원이 직권을 이용하여 본장(공무원의 직무에 관한 죄) 이외의 죄를 범한 때에는 그 죄에 정한 형의 2분의 1까지 가중한다. 다만 공무원 신분에 의하여 특별히 형이 규정된 때에는 예외로 한다(135조). 공무원이 부여된 직권을 범죄행위에 이용하는 경우에는 그 피해가 막대할 뿐만 아니라 국가의 권리도 크게 손상되는 것이므로 일반의 범죄행위에 비하여 특히 그 형을 가중(加重)하기로 한 것이다.

## 같이 보기
- 수뢰죄
- 대한민국 형법 제133조